# Vathi (Samos)

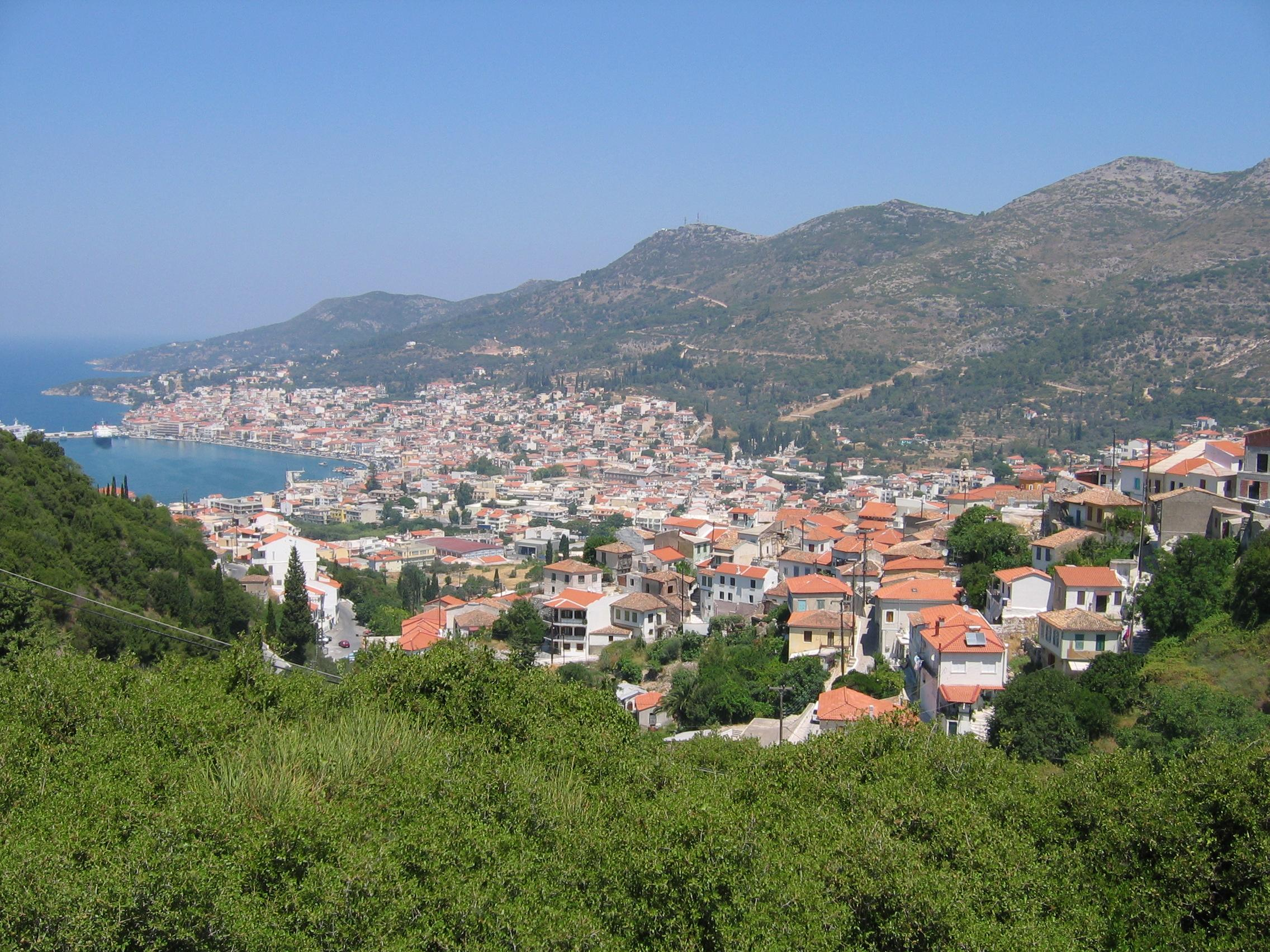
Cidade de Samos

Vathi ou Bathi é uma cidade da Grécia, capital da ilha de Samos. Também conhecida como cidade de Samos, foi fundada na Idade Média, e é um dos principais pontos turísticos daquele país.